# Haney
Haney je priimek več oseb:
- Eric L. Haney, ameriški podčastnik
- Hank Haney, ameriški golfist
- Milton Lorenzi Haney, ameriški vojaški kaplan